# Reserva Territorial Kugapakori, Nahua, Nanti y otros
Koordinaten: 11° 38′ 31,7″ S, 72° 34′ 2,2″ W
Die Reserva Territorial Kugapakori, Nahua, Nanti y otros ist ein Schutzgebiet für die indigene Bevölkerung im äußersten Nordosten der Region Cusco und der angrenzenden Region Ucayali in Ost-Peru. Das Indianerreservat wurde am 20. November 2004 durch das Memorando N° 165-2012-VMI/MC eingerichtet. Es besitzt eine Fläche von 4438,87 km².

## Lage
Das Indianerreservat erstreckt sich über Teile der Distrikte Megantoni und Echarati in der Provinz La Convención (Region Cusco) und Sepahua in der Provinz Atalaya (Region Ucayali). Es liegt in den Höhenkämmen der peruanischen Ostkordillere 20 km östlich des Río Urubamba und ist mit tropischem Regenwald bedeckt. Es liegt in Höhen zwischen 330 m und 2100 m. Die rechten Urubamba-Zuflüsse Río Timpía, Río Cashiriari, Río Camisea, Río Paquiria, Río Serjali und Río Mishahua durchqueren das Areal in westlicher Richtung. Im Osten grenzt das Reservat an den Nationalpark Manú, im Süden an das Santuario Nacional Megantoni.

## Bevölkerung
In dem Reservat leben die indigenen Volksgruppen Machiguenga (oder Matsiguenka) und Yora (Nahua) sowie vermutlich weitere Stämme. Die Menschen leben weitgehend isoliert von der Außenwelt. Sie ernähren sich von der Jagd, vom Fischfang und dem Sammeln von Früchten und anderem Essbaren. Sie sind weitgehend ohne medizinische Versorgung und wenig immun gegen bekannte Viren und Bakterien.
In dem Gebiet gibt es folgende Siedlungen:
- Im Einzugsgebiet von Río Mishahua und dessen Nebenfluss Río Serjali:
  - Santa Rosa de Serjali (386 Einwohner)
- Im Einzugsgebiet von Río Paquiria:
  - Mañokiari (6 Einwohner)
  - Potogoshoari (10 Einwohner)
  - Kipatsiari (10 Einwohner)
- Im Einzugsgebiet des Río Camisea:
  - Inaroato (26 Einwohner)
  - Kovantiari (14 Einwohner)
  - Tarankato (10 Einwohner)
  - Sagondoari (48 Einwohner)
  - Marankeato (114 Einwohner)
  - Montetoni (228 Einwohner)
- Im Einzugsgebiet des Río Cashiriari:
  - Serialo (14 Einwohner)
  - Shimpensashiari (9 Einwohner)
  - Mashopoari (11 Einwohner)
  - Tamaroshari (10 Einwohner)
- Im Einzugsgebiet des Río Timpía:
  - Tsomontoni (49 Einwohner)